# Neuroleon (Neuroleon) striolatus
Neuroleon (Neuroleon) striolatus is een insect uit de familie van de mierenleeuwen (Myrmeleontidae), die tot de orde netvleugeligen (Neuroptera) behoort. 
Neuroleon (Neuroleon) striolatus is voor het eerst wetenschappelijk beschreven door Navás in 1914.